# Communauté de communes de Cattenom et Environs
La Communauté de Communes de Cattenom et Environs (CCCE) est une communauté de communes, située dans le département de la Moselle en région Grand Est.

## Histoire
Le 16 janvier 1986, le District Rural de Cattenom et Environs [précision nécessaire] est créé avec 18 communes.
En 1989, la commune de Mondorff adhère au district, portant celui-ci à 19 communes.
Le 1er septembre 2000, le district est transformé en communauté de communes de Cattenom et environs.
Le 1er janvier 2007, la commune d'Hettange-Grande adhère à la structure intercommunale, portant celle-ci à 20 communes.
Le 1er janvier 2022, les communes de Contz-les-Bains et Haute-Kontz, initialement membres de la Communauté de communes Bouzonvillois - Trois Frontières adhérèrent à la Communauté de Communes de Cattenom et Environs, portant celle-ci à 22 communes.

## Composition
La communauté de communes est composée des 22 communes suivantes :

| Nom                       | Code Insee | Gentilé       | Superficie (km2) | Population (dernière pop. légale) | Densité (hab./km2) |
| ------------------------- | ---------- | ------------- | ---------------- | --------------------------------- | ------------------ |
| Cattenom (siège)          | 57124      | Cattenomois   | 25,53            | 2 593 (2022)                      | 102                |
| Basse-Rentgen             | 57574      |               | 10,46            | 525 (2022)                        | 50                 |
| Berg-sur-Moselle          | 57062      |               | 2,91             | 457 (2022)                        | 157                |
| Beyren-lès-Sierck         | 57076      |               | 9,28             | 528 (2022)                        | 57                 |
| Boust                     | 57104      | Boustois      | 7,01             | 1 159 (2022)                      | 165                |
| Breistroff-la-Grande      | 57109      | Breistroffois | 10,63            | 853 (2022)                        | 80                 |
| Contz-les-Bains           | 57152      |               | 3,19             | 524 (2022)                        | 164                |
| Entrange                  | 57194      | Entrangeois   | 3,99             | 1 202 (2022)                      | 301                |
| Escherange                | 57199      |               | 13,18            | 697 (2022)                        | 53                 |
| Évrange                   | 57203      |               | 2,25             | 227 (2022)                        | 101                |
| Fixem                     | 57214      | Fixemois      | 3,53             | 399 (2022)                        | 113                |
| Gavisse                   | 57245      | Gavissois     | 4,15             | 591 (2022)                        | 142                |
| Hagen                     | 57282      |               | 3,51             | 369 (2022)                        | 105                |
| Haute-Kontz               | 57371      |               | 6,41             | 550 (2022)                        | 86                 |
| Hettange-Grande           | 57323      | Hettangeois   | 16,27            | 7 768 (2022)                      | 477                |
| Kanfen                    | 57356      | Kanfenois     | 8,5              | 1 234 (2022)                      | 145                |
| Mondorff                  | 57475      | Mondorffois   | 3,84             | 582 (2022)                        | 152                |
| Puttelange-lès-Thionville | 57557      |               | 10,67            | 1 033 (2022)                      | 97                 |
| Rodemack                  | 57588      | Rodemackois   | 9,96             | 1 282 (2022)                      | 129                |
| Roussy-le-Village         | 57600      | Rodossyens    | 12,5             | 1 559 (2022)                      | 125                |
| Volmerange-les-Mines      | 57731      |               | 12,92            | 2 284 (2022)                      | 177                |
| Zoufftgen                 | 57764      |               | 16,7             | 1 271 (2022)                      | 76                 |

## Économie
Les principales entreprises sises sur le territoire de la communauté de communes sont :
- Centrale nucléaire de Cattenom
- Surface commerciale (ZAC)

## Administration
| Période                      | Période  | Identité        | Étiquette | Qualité                                                                   |
| ---------------------------- | -------- | --------------- | --------- | ------------------------------------------------------------------------- |
| District rural puis district |          |                 |           |                                                                           |
| 1986                         | 1995     | Alphonse Bohler |           | Maire de Cattenom (1959 → 1995)                                           |
| 1995                         | 2000     | René Baryga     | PS        | Maire de Rodemack (1977 → 2001)                                           |
| Communauté de communes       |          |                 |           |                                                                           |
| 2000                         | 2008     | René Baryga     | PS        | Maire de Rodemack (1977 → 2001)                                           |
| 2008                         | En cours | Michel Paquet   | DVD       | Maire de Zoufftgen (2001 → ) Conseiller général de Cattenom (2011 → 2017) |

## Compétences
Les domaines de compétence de la Communauté de Communes de Cattenom et Environs se sont développés depuis la création du District et étoffés au fil des années.
- aux déchets ménagers ;
- aux zones artisanales ;
- à l’éclairage public ;
- à la création d’une maison pour personnes âgées.

Puis elles se sont développées sous forme de fonds de concours dans le domaine :
- des écoles ;
- de l’informatique ;
- des voiries.

Puis petit à petit, il y a eu une continuité et une évolution des compétences en matière :
- d’assainissement collectif ;
- de sport et loisirs ;
- de tourisme.

### Un élargissement des compétences
La loi du 12 Juillet 1999 impose la transformation des districts en Communauté de Communes ou en Communauté d’Agglomération. Les compétences ont ainsi été encore élargies pour toucher :
- à l’aménagement de l’espace et au développement économique ;
- à la culture ;
- à la petite enfance ;
- à l’extra-scolaire ;
- à l’assainissement non collectif ;
- aux zones de développement éolien ;
- à l’enfouissement des réseaux aériens sur VICC ;
- au soutien à l’enseignement et à la recherche ;
- aux espaces naturels ;
- à la protection et mise en valeur de l’environnement ;
- à la collecte et au traitement des déchets ménagers et déchets assimilés.

Depuis le 1er Janvier 2017, la CCCE est chargée de :
- l’aménagement, entretien et gestion des aires d’accueil des gens du voyage.

Depuis le 1er Janvier 2018, il y a également :
- la gestion des milieux aquatiques et prévention des inondations (GEMAPI).

Mais aussi, au fil des années, de nouvelles compétences sont venues compléter cette liste :
- l’accueil, l’information et la promotion touristiques ;
- la gestion et l’animation de sites naturels remarquables ;
- l’aménagement numérique du territoire ;
- la création et gestion de « Maisons de Services au Public » (Maison France Service) ;
- la gestion des eaux pluviales urbaines ;
- l’organisation de la mobilité.

## Illustrations

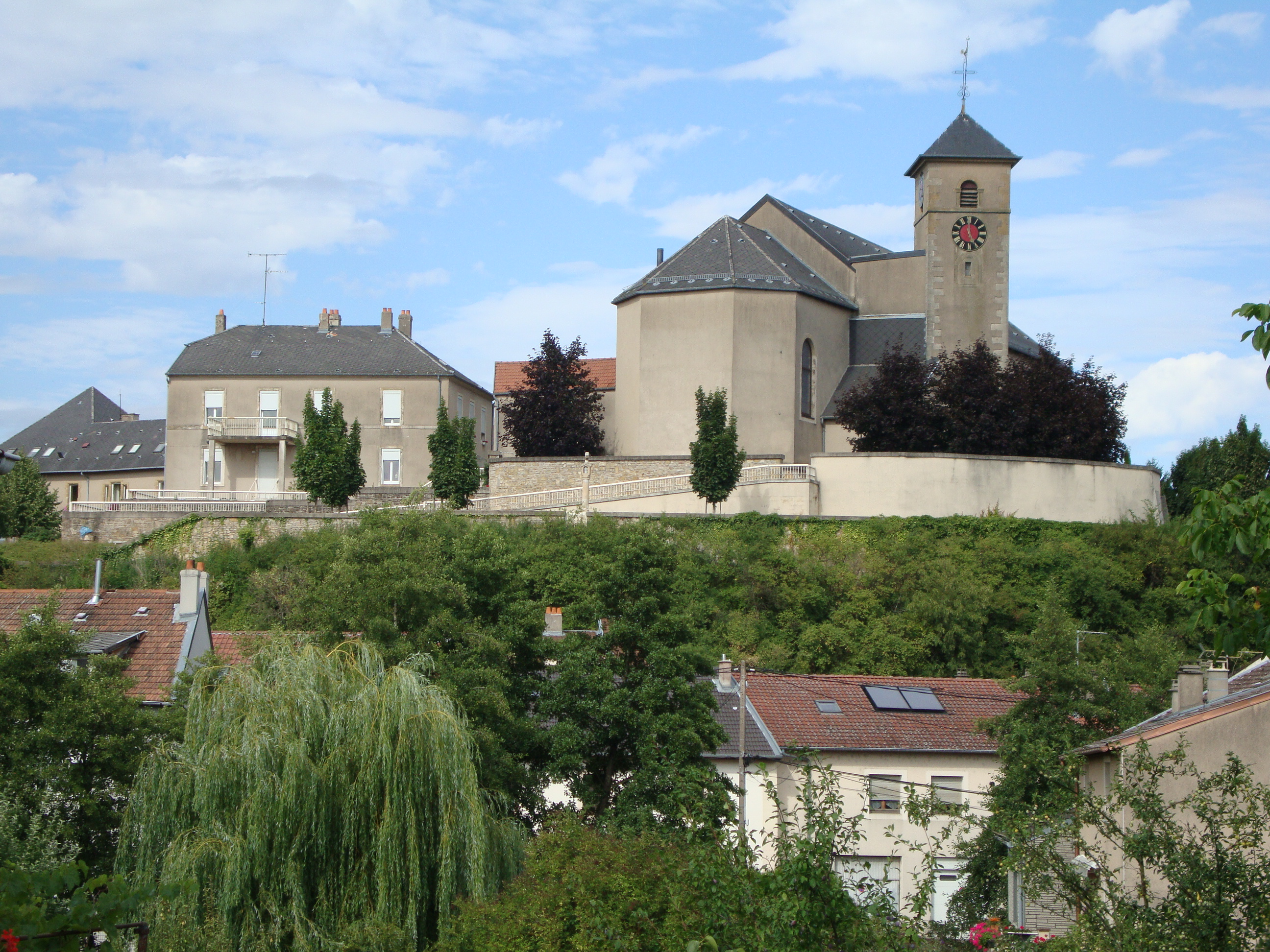
Église Saint-Étienne d'Hettange-Grande et Rocher
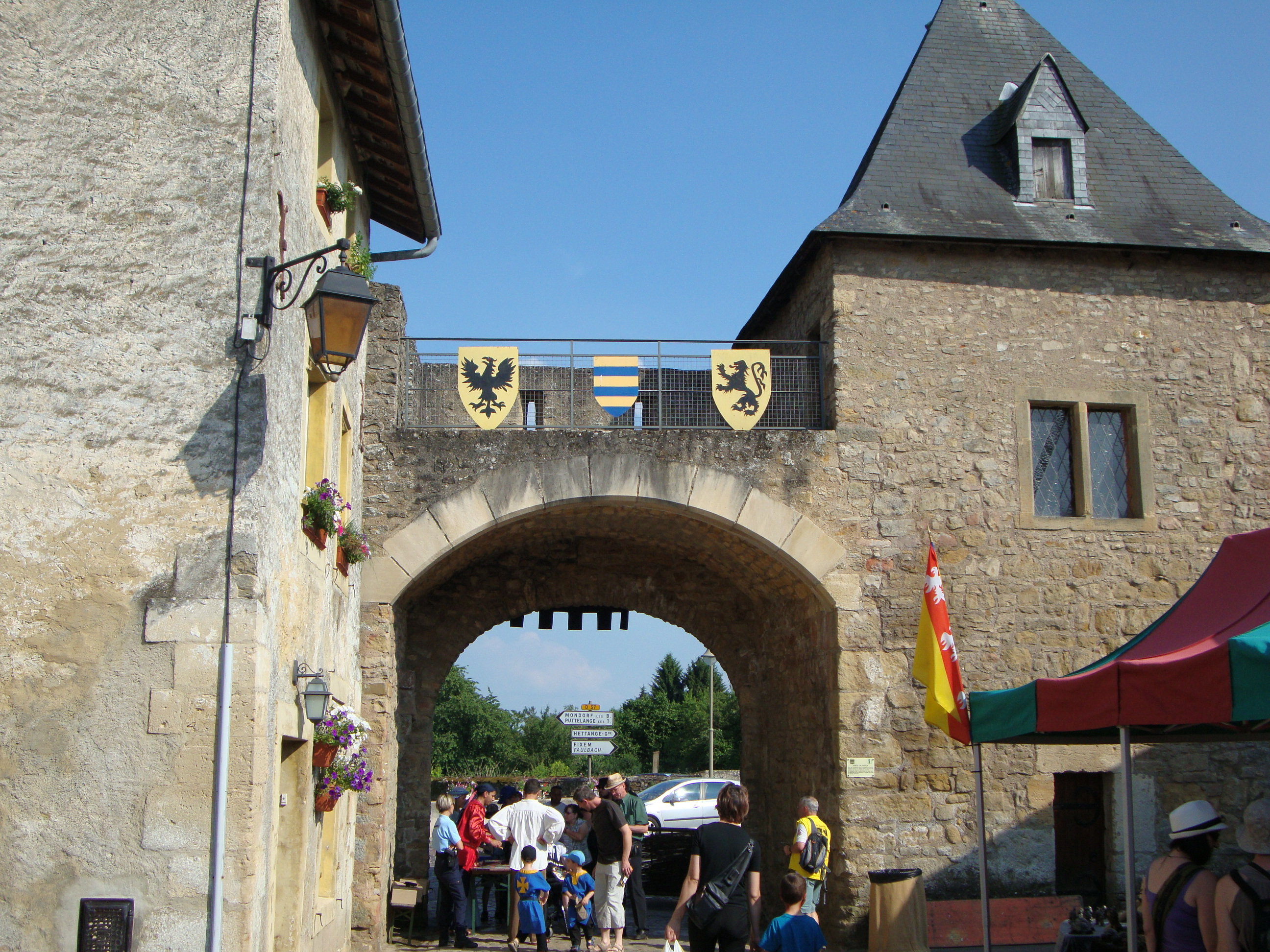
Rodemack, porte de Sierck
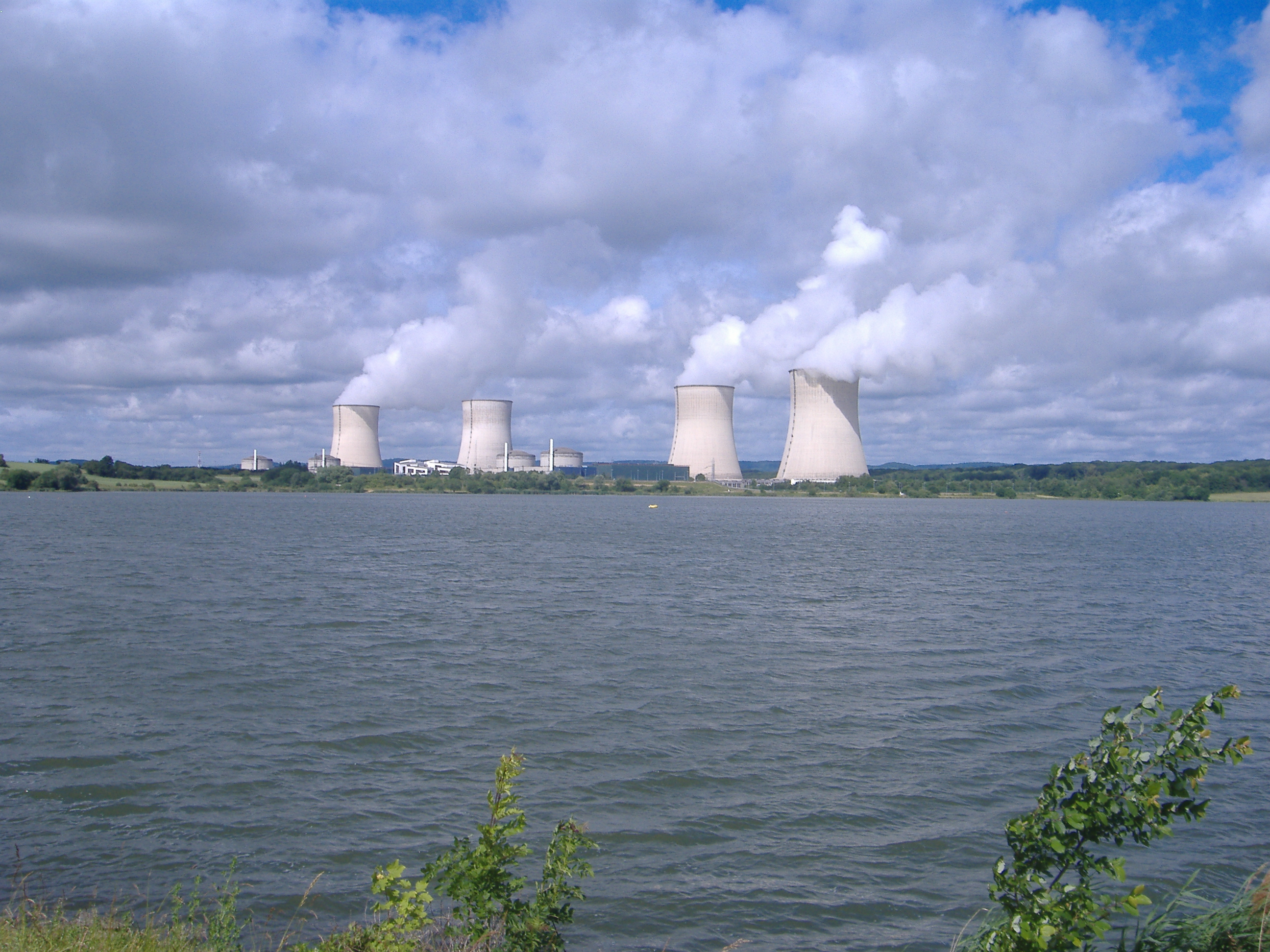
Centrale nucléaire de Cattenom et lac du Mirgenbach
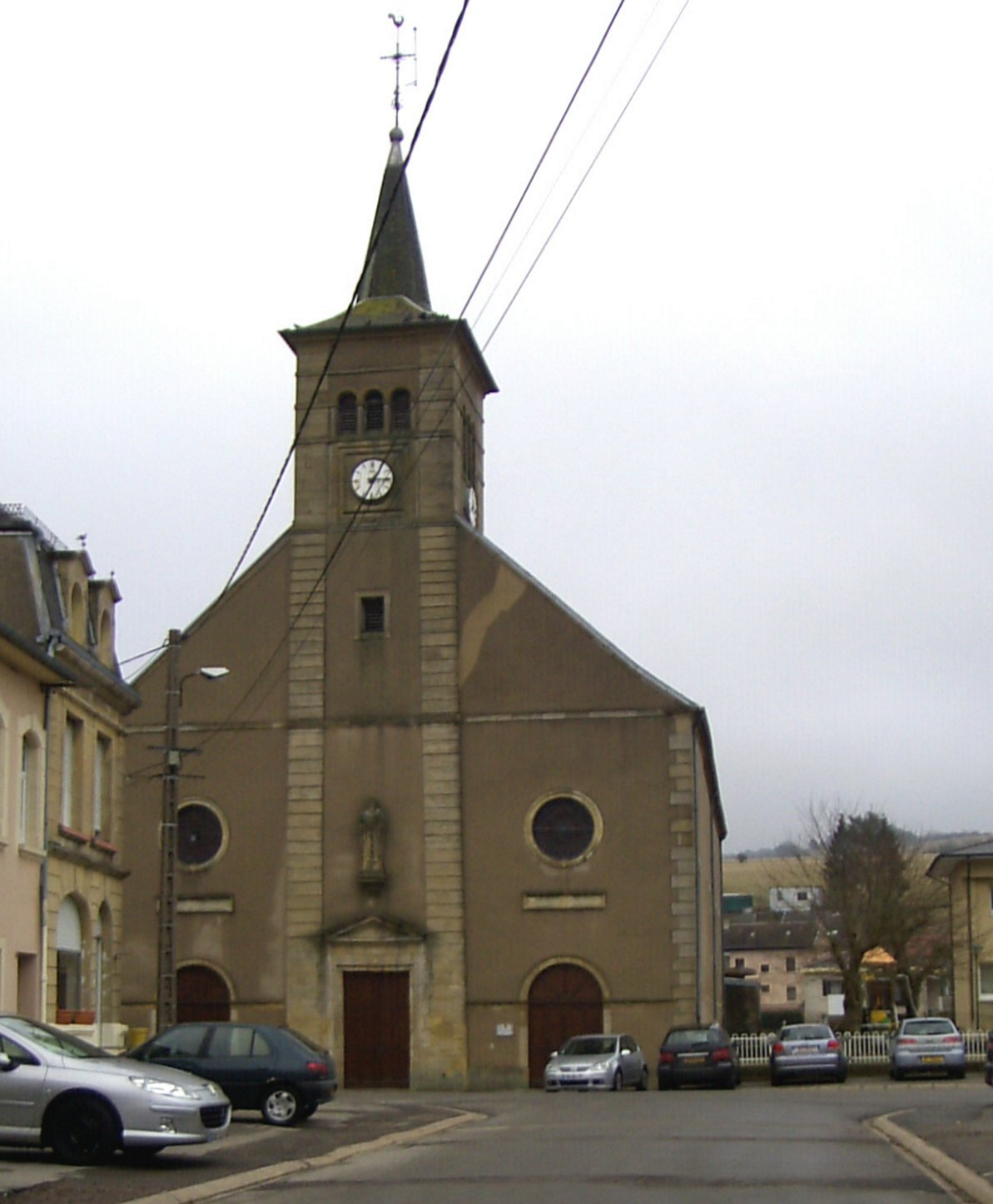
Église Saint-Denis de Volmerange-les-Mines
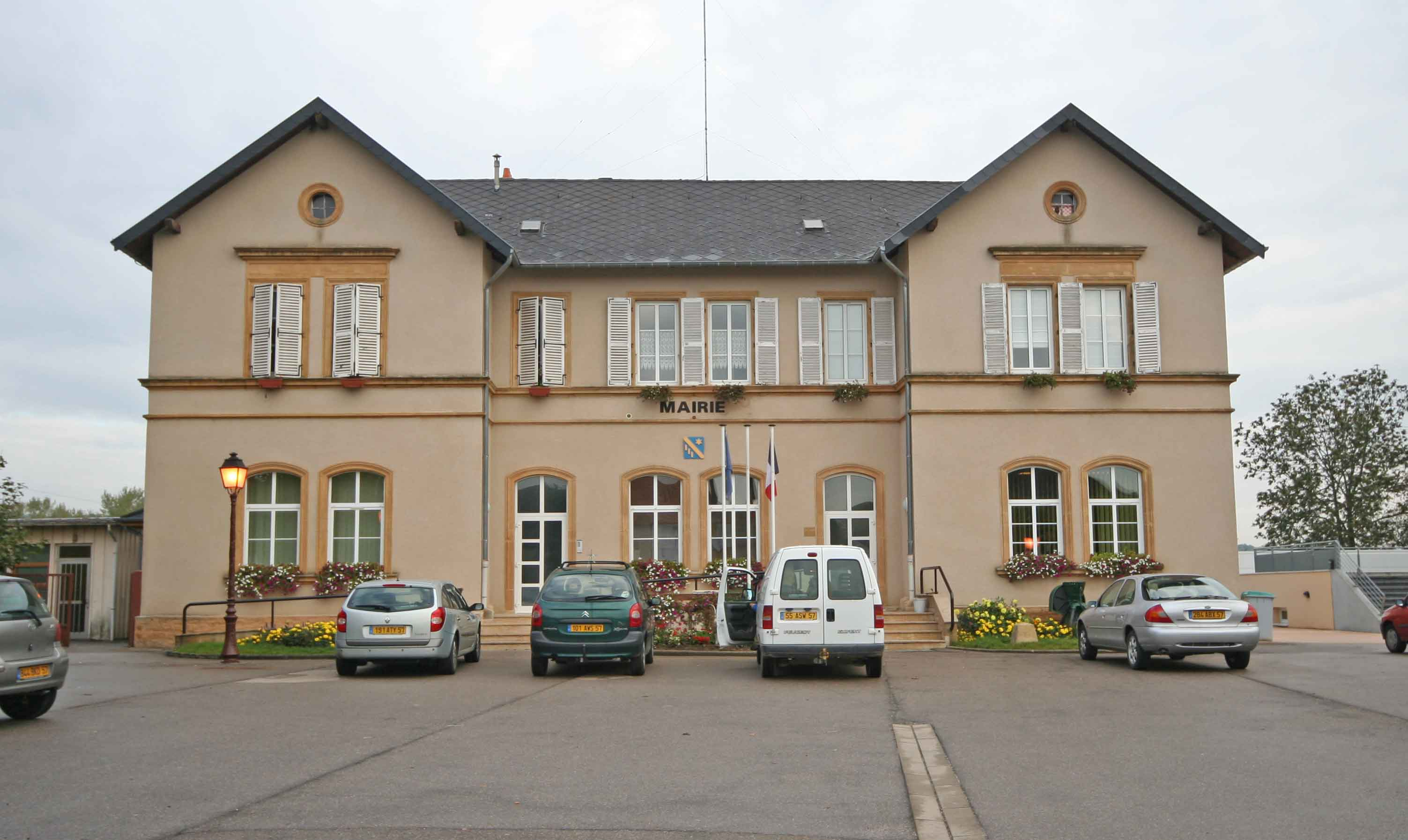
Mairie de Zoufftgen
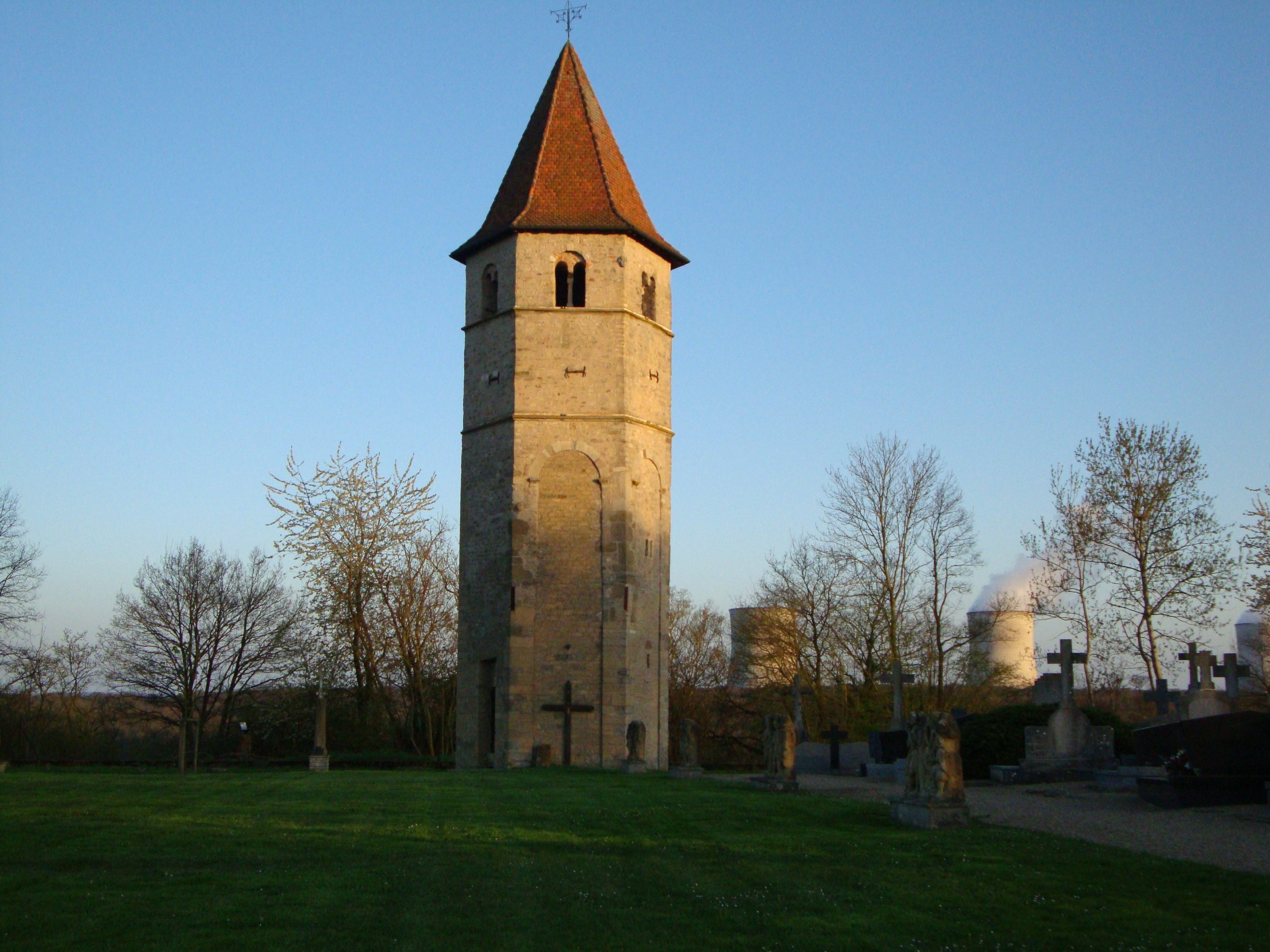
Boust, tour d'Usselskirch
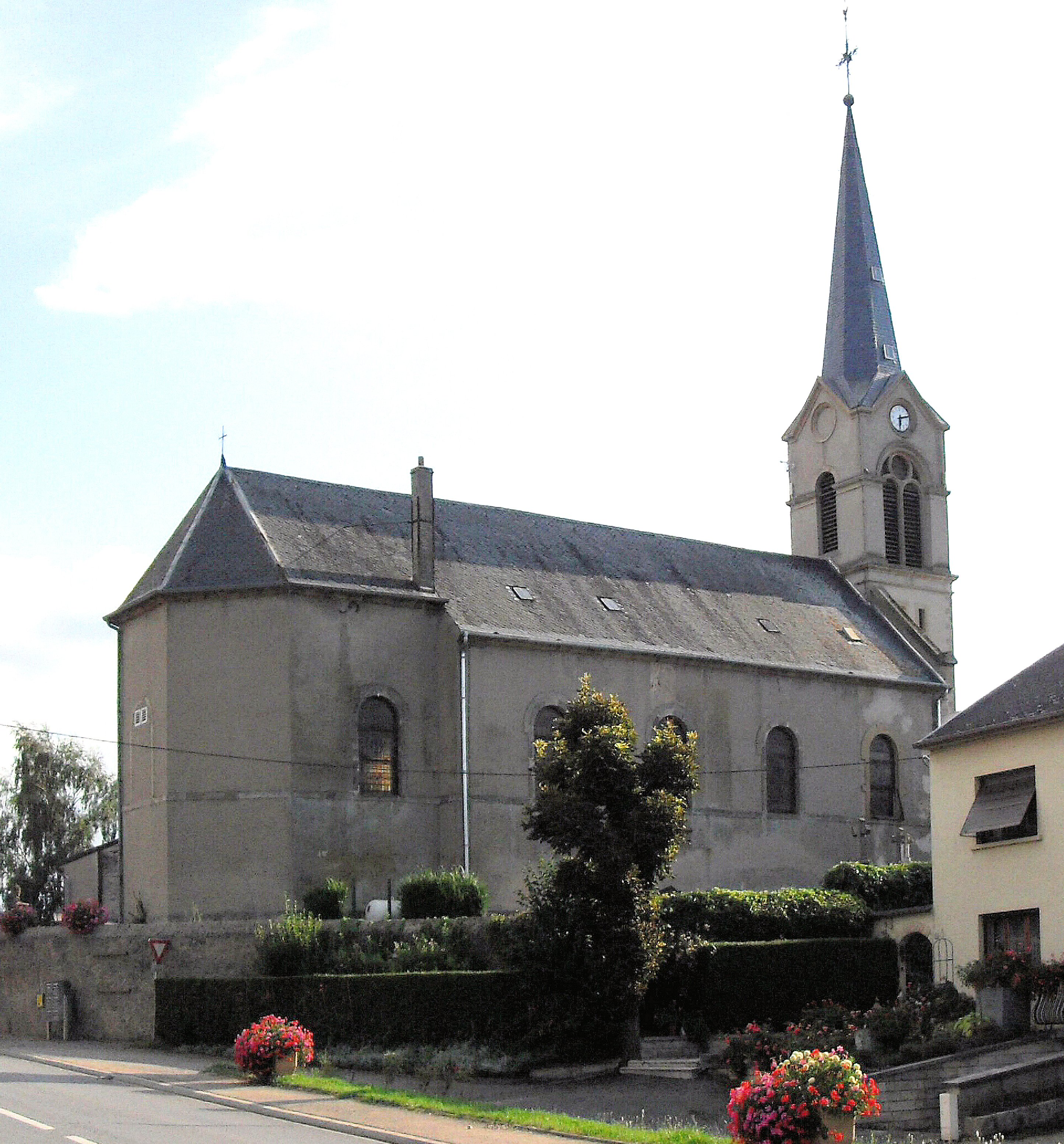
Église Saint-Barthélémy de Beyren-lès-Sierck
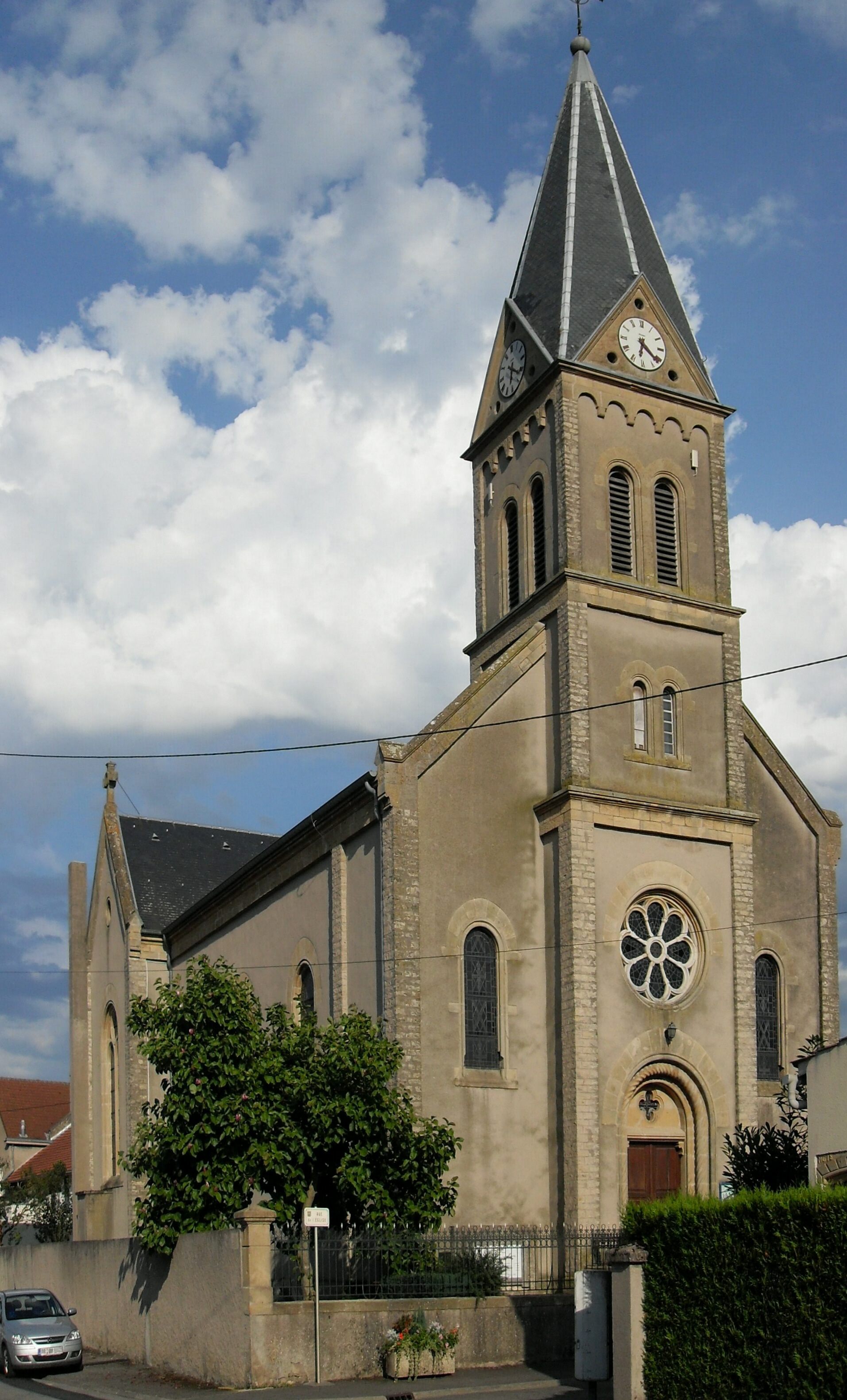
Église Saint-Sébastien de Fixem
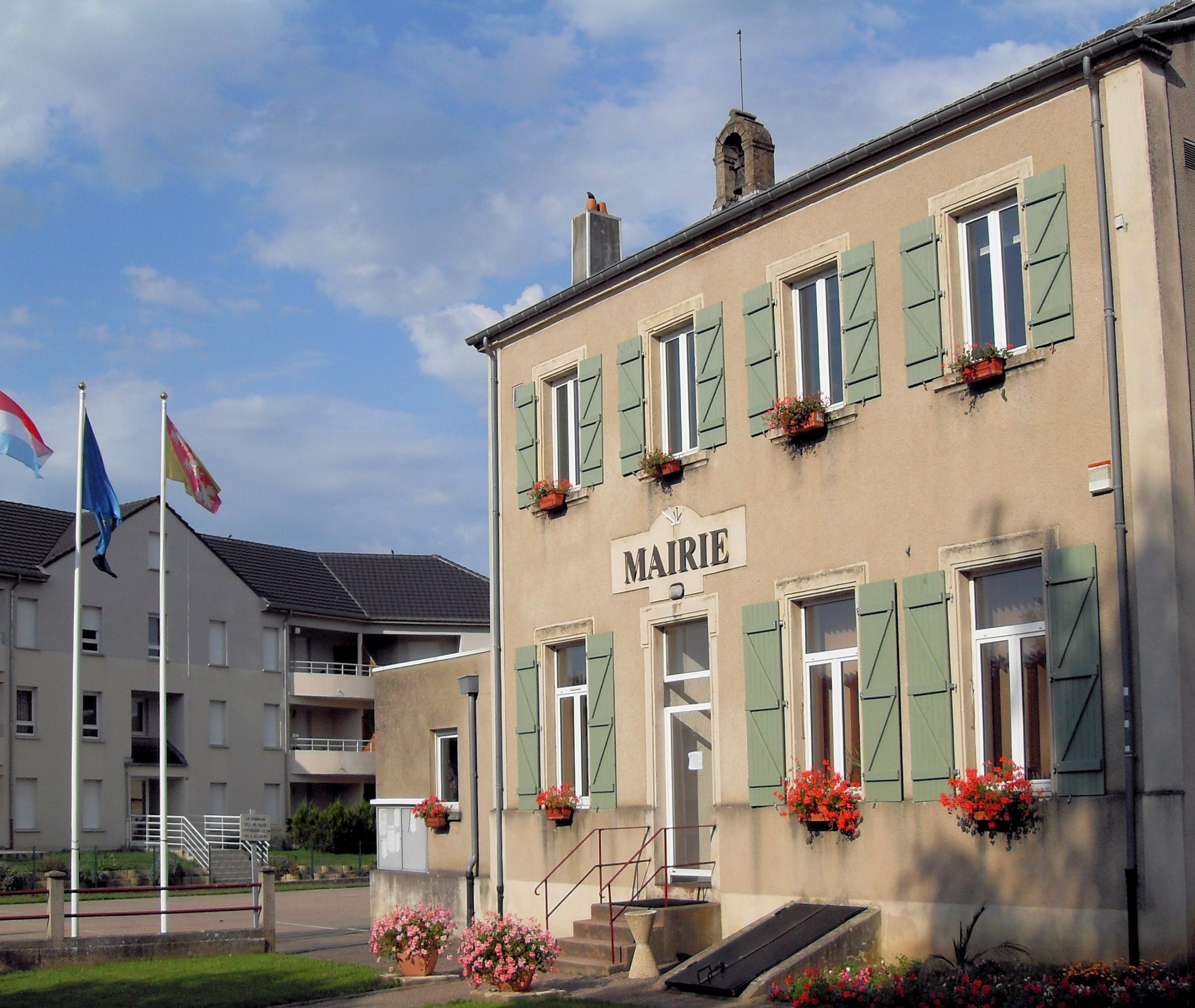
Mairie de Mondorff
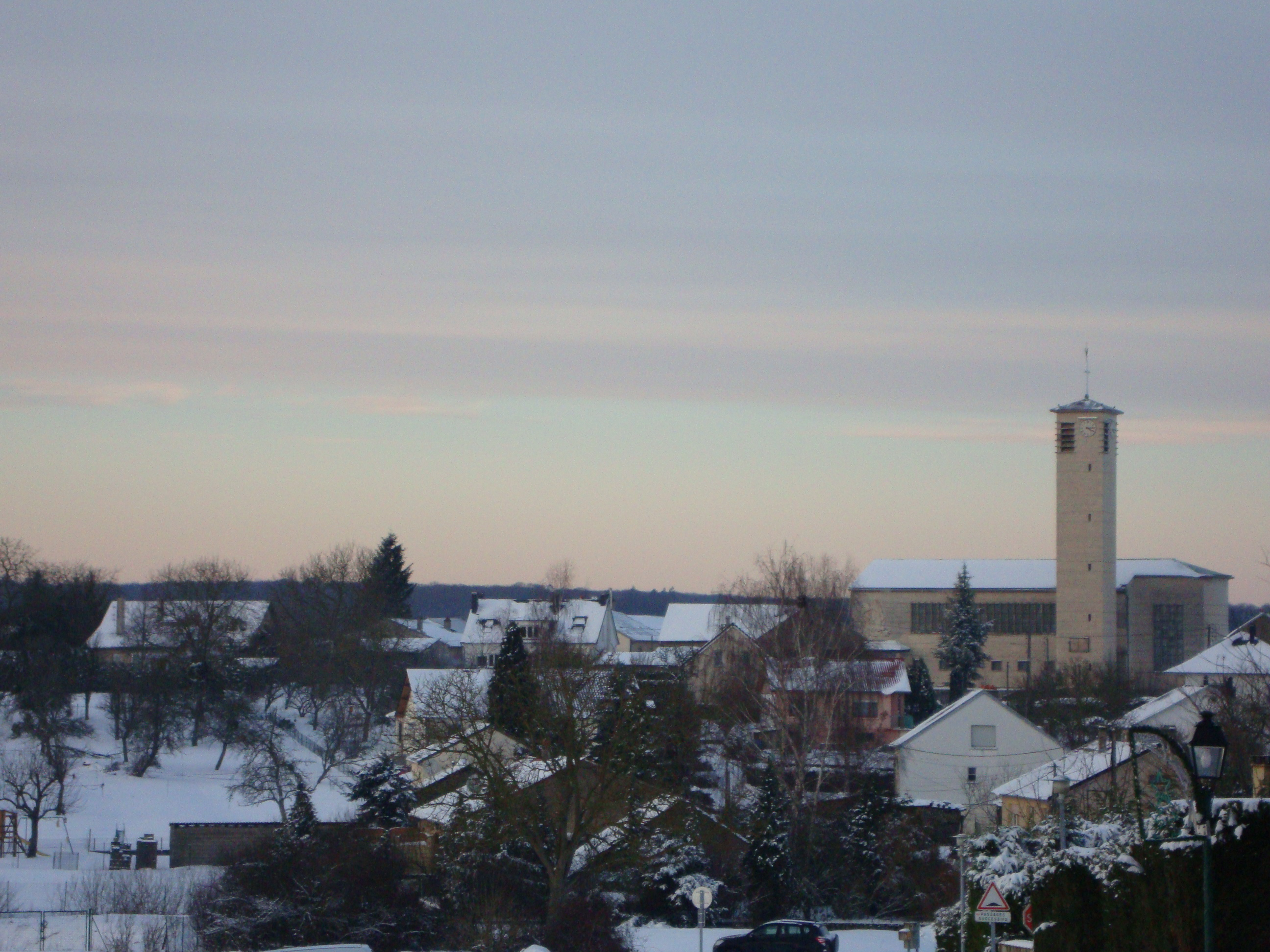
Vue de Roussy-le-Village en hiver
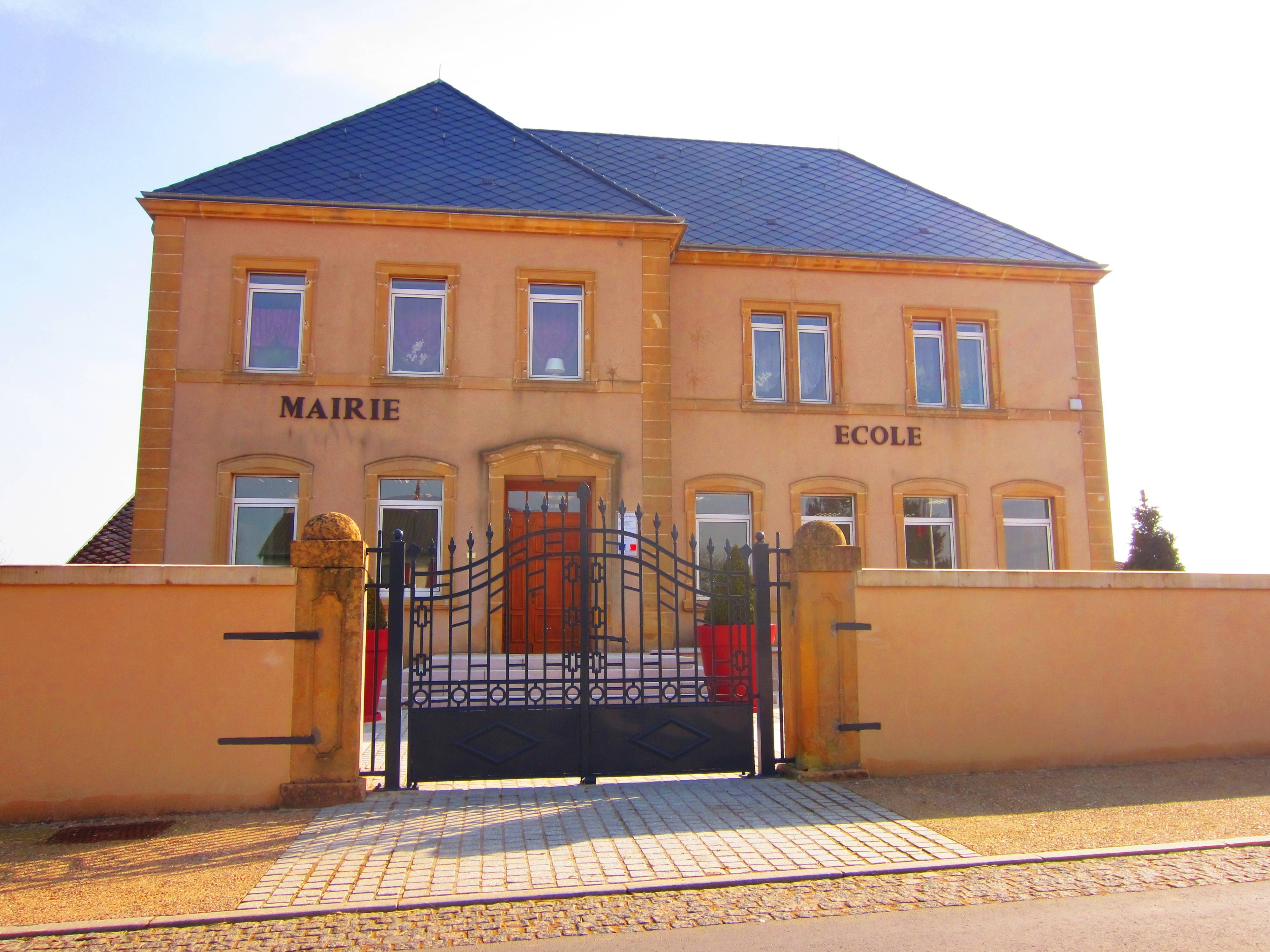
Mairie de Basse-Rentgen
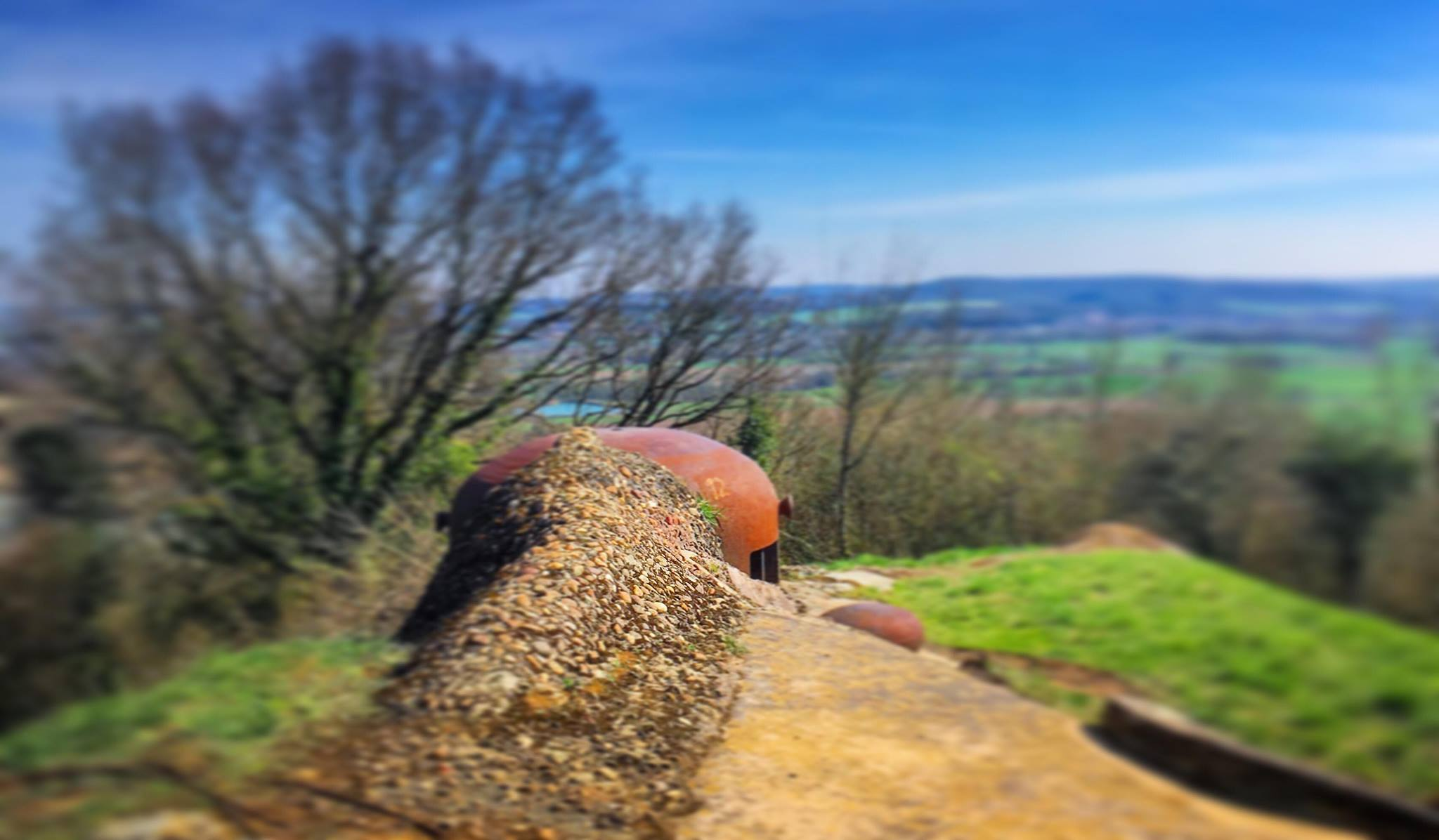
Le territoire de la  CCCE est occupé par une portion importante de la Ligne Maginot - ici l'observatoire du Galgenberg

## Environnement

### Énergie
Dans le cadre du SRADDET du Grand Est, ATMO Grand Est tient à jour les statistiques énergétiques de tous les EPCI régionaux. Aussi pouvons-nous représenter l’énergie finale consommée sur le territoire annuellement par secteur, ou par source, pour l’année 2017. Cette énergie finale annuelle correspond à 26,3 MWh par habitant.
| -                 | GWh par an |
| ----------------- | ---------- |
| Industrie         | 13         |
| Résidentiel       | 267        |
| Tertiaire         | 69         |
| Transport routier | 290        |
| Autres transports | 9          |

| -                                    | GWh par an |
| ------------------------------------ | ---------- |
| Électricité                          | 159        |
| Gaz naturel et produits pétroliers   | 431        |
| Bois-énergie                         | 42         |
| Autres EnR (PAC, solaire thermique…) | 33         |

La production d’énergie renouvelable (EnR) du territoire apparaît dans le tableau suivant, toujours pour l’année 2017 :
| -                     | GWh par an |
| --------------------- | ---------- |
| Bois-énergie          | 32         |
| Pompe à chaleur (PAC) | 12         |
| Photovoltaïque        | 1          |

Une électricité non renouvelable est produite à hauteur de 36,5 TWh/an. La chaleur fatale correspond approximativement au double de cette valeur et n’alimente aucun réseau de chaleur. D'aucuns voudraient voir cette chaleur utilisée,.